# Софроний Месемврийски
Софроний (на гръцки: Σωφρόνιος, Софрониос) е православен духовник, митрополит на Вселенската патриаршия.

## Биография
За родното място и националността на Софроний има различни сведения – според едни е грък от село Скопия (днес Балъклъ) на острова в Мраморно море Алони (днес Пашалиманъ), а според други е българин от София. Служи като архидякон, а по-късно като протосингел при митрополит Гавриил III Скопски. През септември 1838 година става титулярен перистерски епископ, викарий на Скопската митрополия.
На 14 юли 1853 година става мраморноостровен митрополит. На 19 април 1861 година е избран за нишавски митрополит в Пирот. На 26 септември 1867 година е избран за месемврийски митрополит.
Умира в Месемврия на 12 септември 1895 година.